# El otro lado de la cama
El otro lado de la cama es una película española estrenada el 5 de mayo de 2002, protagonizada por Ernesto Alterio, Guillermo Toledo, Paz Vega y Natalia Verbeke, dirigida por Emilio Martínez-Lázaro y producida por José Herrero de Egaña.
La película es una comedia musical cuya dirección musical estuvo a cargo de Roque Baños y en ella los protagonistas interpretan canciones de cantantes y grupos como Kiko Veneno, Tequila, Nacho Mastretta, Los Rodríguez o Coque Malla.
En 2005 se estrenó una secuela llamada Los 2 lados de la cama en la que también participan Ernesto Alterio y Guillermo Toledo, entre otros.

## Argumento
Sonia y Javier llevan varios años viviendo juntos y varios más siendo novios. Pedro y Paula no viven juntos, pero sí son novios desde hace varios años. O eran, porque ella se ha enamorado de otro y le dice aquello de «prefiero que seamos amigos». La situación de Javier es bastante peliaguda: por un lado tiene que aguantar las presiones de Paula que le pide que sólo sea amigo de Sonia, y por otro tiene que intentar que Pedro no se entere de que es él quien está con su antigua novia, lo que tampoco es fácil porque para Pedro en este momento la vida sólo tiene un sentido: descubrir con quién está Paula. Entretanto van apareciendo nuevos personajes: Rafa y Carlos, dos amigos de Pedro y Javier, el primero un taxista con una curiosa visión de la vida y el segundo un chico que nunca termina las frases que empieza; Antonio Sagaz, el estrafalario detective que contrata Pedro para que descubra quién es el amante de Paula; Pilar, una chica un poco psicópata que se enamora perdidamente de Pedro, y Lucía, una actriz amiga de Sonia, guapa, simpática y lesbiana, algo que tendrá mucha importancia en la historia...

## Reparto principal
- Paz Vega - Sonia
- Ernesto Alterio - Javier
- Guillermo Toledo - Pedro
- Natalia Verbeke - Paula
- Alberto San Juan - Rafa
- Secun de la Rosa - Carlos
- María Esteve - Pilar
- Ramón Barea - Sagaz
- Nathalie Poza -  Lucía
- Blanca Marsillach - Mónica
- Leticia Dolera - Jennifer
- Javier Gutiérrez - Fernando

## Adaptaciones
- En el 2006 se estrenó la película francesa On va s'aimer, que es un remake de la española.
- La productora Telespan 2000 ha vendido sus derechos a la italiana Cattleya para que éstos realicen una adaptación.[1]

## Canciones que aparecen enEl otro lado de la cama
1. "Echo de menos" - de Kiko Veneno
2. "Dime que me quieres" de Tequila
3. "Las chicas son guerreras" de Coz
4. "Luna de miel" de Nacho Mastretta
5. "Mucho mejor"  Los Rodríguez
6. "Salta" de Tequila
7. "No sé qué hacer" de Ernesto Alterio
8. "Me cuelgas el teléfono" (canción extra)
9. "Dime que me quieres" (canción extra)
10. "No sé qué hacer" (canción extra) - Cantada por Coque Malla
11. "Todo queda como estaba" (instrumental, Roque Baños)
12. "Sagaz, Investigación histórico-criminal" (instrumental, Roque Baños)
13. "Pilar y Rafa" (instrumental, Roque Baños)
14. "Amigos, infieles y mentirosos" (instrumental, Roque Baños)
15. "Javier y Paula" (instrumental, Roque Baños)
16. "Huyendo de Pilar" (instrumental, Roque Baños)
17. "Pedro desolado y abatido" (instrumental, Roque Baños)
18. "Pedro y Sonia" (instrumental, Roque Baños)

## Localización de rodaje
La película se rodó en diversas localizaciones de Madrid.

## Premios
La película fue candidata a los Premios Goya otorgados a:
- Mejor Película: Candidata
- Mejor Director: Candidata
- Mejor Actor de Reparto (Alberto San Juan): Candidata
- Mejor Actriz de Reparto (María Esteve): Candidata
- Mejor Actor Revelación (Guillermo Toledo): Candidata
- Mejor Sonido: Ganadora

En el año 2002 ganó la Biznaga de Oro al Mejor Largometraje en el V Festival de Málaga.